# 정재연
정재연은 대한민국의 가수이자 배우이다.

## 학력
- 동덕여자대학교 방송연예학과 졸업
- 문광부장관기 전국시도 에어로빅대회 지도자과정 수료

## 출연작

### 영화
- 《지구용사 벡터맨》버지니아 역 1999년
- 《오! 해피데이》용녀 역 2003년
- 《하늘과 바다》진구 누나 역 2009년
- 《혜원아, 사랑해》혜원 역 2012년
- 《폴라로이드》허은주 역 2015년
- 《인연》2016년

### 드라마
- 《송화》
- 《세상에 이런법이 법대법》
- 《행진》
- 《흔들리지마》
- 《사랑을 할거야》
- 《죄와벌》
- 《천사의 분노》
- 《지구용사 벡터맨》버지니아 역 1999년
- 《욕망의 바다》
- 《목욕탕집 남자들》
- 《산다는 것은》
- 《감성세대》
- 《결혼이야기》
- 《빙여화적청춘》

### 연극
- 《얼쑤》1999년
- 《세익스 피어식 사랑메소드》1999년
- 《꽃마차는 달려간다》미스문 역 2001년
- 《인물실록 봉달수》2012년
- 《꽃 물 그리고 바람의노래》공주 역 2014년
- 《은밀한제한》2019년 5월
- 《어른아이》2019년 12월
- 《신의 아그네스》아그네스 역 2020년 9월
- 《햄릿》2021년 오필리어 역 11월
- 《몽땅털어놉시다》늘푸른연극제 2022년 2월
- 《안티고네》안티고네 역 2022년 8월
- 《아르쉬트룩대왕》 2022년 7월
- 《할배열전》방방곡곡 2022년 10월~11월
- 《어느날 갑자기》여교수 역 2023년 5월
- 《폐차장블루스 》소영 역 2024년 1월
- 《듀오》반고은 역 2024년 5월
- 《환상의듀오 》반고은 역 2024년 11월

### 음반
- 《하늘과 바다》 OST
- 《레몬 쿠키 》정재연
- 《오직 내게》정재연

### 광고
- 우리 옷 사랑
- 굿모닝 쌀커피
- 이지아이 메거진
- 엔탑 잡지
- MBC 웨딩페어(한국문화 웨딩)
- 롯데전자
- 경희 사이버대학
- 한우리 우동
- 소피
- 그린빌 아파트
- 빠리 바게트
- 진해 녹산 로즈빌 아파트광고
- 마산 MBC방송광고 홍보

### 중국 활동
- 《은색연화》
- 《띠아오만 공주》
- 《싱글음반 꽁우》
- 《정규앨범》 1집 2007년

## 수상
- 《제1회 대한민국 무궁화꽃 스타대상 영화배우부분 무궁화꽃스타상수상》
- 2016년 《제36회 황금촬영상 심사위원 특별상》 《폴라로이드》
- 《2016년 샌디에이고 국제 어린이 영화제 최고 여자 배우상》